# Textura (tipo de letra)
La letra textura o textualis es un tipo de letra que pertenece al grupo de estilos caligráficos surgidos en el periodo gótico durante los siglos xiii-xiv (letra gótica), en oposición a la escritura «antigua» (antiqua) que hacía referencia a la minúscula carolina. El significado de la palabra «gótica» equivale a «bárbaro» mientras que el término «antigua» está ligado a los modelos romanos. 
Ningún tipo de escritura presenta tantas variedades y tipos caligráficos como la letra Gótica. Por su forma de empleo se distinguen dos géneros principales: la Gótica Libraria también conocida como textualis formata o derecha y la Gótica Documental o documentaria, bastarda, híbrida o Gótica cursiva. 
La letra Gótica Libraria (textualis) fue utilizada en ediciones de libros, sobre todo de lujo. También suele dársele el nombre de formada (formata) porque los primeros impresores copiaron de manera exacta el estilo (la forma) de los amanuenses de la época. Se distinguen varios tipos dentro de la categoría Libraria, siendo los más sobresalientes los denominados Textura, Redonda o Rotunda y Fractura o Fraktur. La Textura es la que utilizó Gutenberg en la edición de la Biblia mientras que la Fraktur se desarrolló como un estilo nacional alemán.

## Origen e historia
A principios del siglo xiii el tipo de letra Gótico temprano evolucionó a un tipo de letra recto y angular. El nombre tiene las mismas raíces etimológicas que tejido (textil), ya que un escrito en este tipo de letra recuerda el aspecto del tejido. 
Este tipo de letra es el que utiliza Gutenberg para los primeros tipos móviles.